# David Ochoa
David Ochoa Ramírez (* 16. Januar 2001 in Oxnard, Kalifornien) ist ein US-amerikanischer Fußballspieler auf der Position eines Torwarts.

## Vereinskarriere
David Ochoa wurde am 16. Januar 2001 in der Großstadt Oxnard im US-Bundesstaat Kalifornien geboren. Als 15-Jähriger schaffte er den Sprung in die Arizona-Akademie des Major-League-Soccer-Franchises Real Salt Lake und kam dort in der Saison 2016/17 vorrangig in der U-15-/U-16-Mannschaft zum Einsatz. Nach 15 Einsätzen in der regulären Saison kam er daraufhin auch noch zu vier Play-off-Einsätzen. Der zu diesem Zeitpunkt in Casa Grande, Arizona, lebende Ochoa wechselte daraufhin zur Hauptakademie von Real Salt Lake und trat dort abwechselnd für das U-16-/U-17-Team und die U-18-/U-19-Mannschaft in Erscheinung. So kam er in der Spielzeit 2017/18 zu insgesamt 14 Einsätzen für das U-16-/U-17-Team, sowie zu 17 Auftritten, davon 13 in der regulären Saison, für die genannte U-18-/U-19-Auswahl.
Aufgrund seiner Leistung wurde er schon bald an das Farmteam von Real Salt Lake, die Real Monarchs, herangeführt. Am 22. April 2018 gab er daraufhin bei einer 0:2-Auswärtsniederlage gegen die Tampa Bay Rowdies sein Profidebüt in der nunmehr zweitklassigen United Soccer League (USL), als ihn Trainer Mark Briggs über die vollen 90 Minuten im Tor einsetzte. Im restlichen Spieljahr saß er in zwei weiteren Ligapartien uneingesetzt auf der Ersatzbank, verbrachte jedoch die meiste Zeit in den bereits erwähnten Akademiemannschaften.
Im August 2018 absolvierte er Probetrainingseinheiten bei Manchester United und hatte zu diesem Zeitpunkt auch noch weitere Probetrainings bei spanischen und deutschen Vereinen vor sich.
Zur Saison 2019 wurde Ochoa in den MLS-Kader von Real Salt Lake aufgenommen. Er spielt daneben weiterhin bei den Real Monarchs in der USL Championship.
In der Saison 2024 lief er erst für die 2. Mannschaft des Los Angeles FC in der MLS auf, später im Jahr dann für die 1. Mannschaft. Am 20. Oktober machte er im Jahr 2024 sein letztes Spiel über 90 min und musste dabei 2 Gegentreffer hinnehmen.

## Nationalmannschaftskarriere
Erste Erfahrungen in einer Nationalauswahl des US-amerikanischen Fußballverbands sammelte Ochoa in der US-amerikanischen U-14-Auswahl. Da er aufgrund seiner mexikanischen Abstammung auch für die Nationalmannschaften des mexikanischen Fußballverbands spielberechtigt wäre, wurde er im Jahre 2016 in die mexikanische U-16-Nationalmannschaft geholt. Auf dieser Ebene kam er auch für die USA zum Einsatz und nahm als solcher unter Trainer Shaun Tsakiris an einem Trainingscamp und Turnier im Dezember 2016 in Bradenton, Florida, und im Februar 2017 an einem Trainingscamp in Argentinien teil. Unter dem U-18-Trainer Omid Namazi und Tsakiris als Co-Trainer nahm Ochoa daraufhin im April am Turnier von Montaigu, einem U-16-Turnier für Nationalmannschaften, teil.
Nachdem er bereits früh im Jahr 2017 Mitglied des U-17-Programms der Vereinigten Staaten war, holte ihn U-17-Nationaltrainer John Hackworth auch für die Vorbereitung auf die U-17-Weltmeisterschaft in das US-amerikanische Aufgebot. Dem endgültigen 21-Mann-Kader, der an der WM-Endrunde in Indien teilnahm, gehörte Ochoa daraufhin jedoch nicht an. Noch im November 2017 schaffte es der zu diesem Zeitpunkt 16-Jährige für ein Trainingscamp im United States Olympic Training Center in Chula Vista, Kalifornien, in das US-amerikanische U-18-Aufgebot. Im darauffolgenden Jahr nahm er mit der Mannschaft unter anderem an zwei Freundschaftsspielen gegen die Alterskollegen aus Costa Rica im Februar, sowie am Václav-Ježek-Gedächtnisturnier im August teil. Bei diesem Turnier trug Ochoa maßgeblichen Anteil an den Leistungen der US-Amerikaner. Die US-amerikanische U-18-Nationalmannschaft gewann nach einem 4:2-Sieg im Elfmeterschießen gegen die japanische U-18-Nationalauswahl zum dritten Mal den Titel in dem seit 1994 ausgetragenen Turnier. Ochoa hielt dabei den ersten und den dritten geschossenen Elfmeter der Japaner.
Noch im gleichen Jahr schaffte Ochoa auch den Sprung in den U-20-Kader der Vereinigten Staaten und gehörte im Mai zu einem 21-köpfigen Spieleraufgebot, das an zwei freundschaftlichen Länderspielen in Honduras teilnahm. 2021 wechselte er den Verband und ist seither für Mexico spielberechtigt. Bisher konnte er noch nicht in einem Länderspiel auflaufen.